# إميري جيل
إميري جيل (بالإنجليزية: Emery Gill)‏ هو عداء سريع بليزي، ولد في 26 فبراير 1966.

## وصلات خارجية
- إميري جيل على موقع الاتحاد الدولي لألعاب القوى (الإنجليزية)
- إميري جيل على موقع أوليمبيديا (الإنجليزية)